# Dinah Washington
Dinah Washington, geboren Ruth Lee Jones (Tuscaloosa (Alabama), 29 augustus 1924 - Detroit (Michigan), 14 december 1963) was een Amerikaans blues-, R&B- en jazzzangeres.

## Biografie
Dinah Washington verhuisde op jonge leeftijd met haar familie van Tuscaloosa naar Chicago. Hier leerde ze piano spelen en had ze op een gegeven moment haar eigen kerkkoor. In 1942 begon ze met optreden in de nachtclub Garrick Stage Bar. Niet lang daarna voegde ze zich bij de band van Lionel Hampton. Het is omstreeks deze tijd dat ze onder de naam Dinah Washington ging optreden. Het is onduidelijk wie haar de naam heeft gegeven. Sommige bronnen beweren dat Hampton de bedenker van de naam is, terwijl anderen de eigenaar van de nachtclub Garrick Stage Bar vernoemen.
In 1943 begon ze platen op te nemen voor Keynote Records en bracht ze "Evil Gal Blues" uit, haar eerste hit. In 1952 nam ze als eerste vrouw Tell me why op. In 1955 had ze al een lange reeks hits op haar naam staan, waaronder enkele bluesnummers, jazzstandards en zelfs een cover van "Cold, Cold Heart" van Hank Williams. Ook nam ze enkele jazzplaten op met verscheidene jazzmuzikanten, waarvan Dinah Jams uit 1955 met Clifford Brown de bekendste is.
In 1959 brak ze door bij het grotere poppubliek met de hit "What a Diff'rence a Day Made", waarvoor ze de Grammy Award voor beste R&B-opname won. Het gelijknamige album werd zwaar bekritiseerd door jazz- en bluescritici, die vonden dat ze een knieval had gemaakt aan commercie. De meer popgeoriënteerde muziek was echter zeer succesvol, en Washington bleef zich ondanks de kritiek richten op popballades. Veel van haar nummers werden gearrangeerd door een jonge Quincy Jones. Een van haar bekendste hits uit die tijd was "Mad About the Boy" uit 1961. Dit nummer werd in 1992 opnieuw een hit, nadat het gebruikt werd in een commercial voor jeansmerk Levi's.
Dinah Washington was in haar korte leven acht keer getrouwd, zeven keer gescheiden, en ze had verscheidene minnaars. Ze overleed in 1963 op 39-jarige leeftijd na een overdosis afslankpillen. Washington vocht haar hele leven tegen overgewicht.
In 1991 werd ze postuum opgenomen in de Alabama Music Hall of Fame.

## Discografie (selectie)
- Blazing Ballads, 1952
- Dinah Jams, 1954
- After Hours with Miss "D", 1954
- In the Land of Hi-Fi, 1956
- Dinah!, 1956
- The Swingin' Miss "D", 1956
- Dinah Washington Sings Fats Waller, 1957
- Dinah Sings Bessie Smith, 1958
- Newport '58, 1958
- What a Diff'rence a Day Makes!, 1959
- The Two of Us (met Brook Benton), 1960
- Dinah, 1962
- Back to the Blues, 1963